# Янь Лимэн
Янь Лимэн (кит. трад. 閆麗夢, упр. 闫丽梦; англ. Li-Meng Yan) — бывший научный сотрудник по вирусологии и иммунологии Центра инфекционных болезней Школы общественного здравоохранения Гонконгского университета, в конце апреля 2020 года уехала в США.

## Биография
Янь Лимен родилась в Циндао, провинция Шаньдун, Китай. В 2009 году она получила степень магистра в Центральном Южном университете, где написала диссертацию «Клинический анализ 29 случаев травмы глазного яблока, вызванной колючкой каштана и рисовым зерном», кандидат медицинских наук, Южный медицинский университет, 2014, диссертация «Ингибирование неоваскуляризации пропранололом в модели ожога роговицы мыши щелочью.»; до приезда в США работала в Университете Гонконга. Как аспирант, является экспертом в области исследований коронавирусов и опубликовал несколько работ в журналах «Nature», «Lancet» и других профессиональных журналах.

## События
10 июля 2020 года Янь Лимэн дала интервью в США агентству Fox News и сообщила, что с конца декабря 2019 года по начало января 2020 года некоторые врачи в материковом Китае предупредили своих коллег из групп WeChat, что новый коронавирус может передаваться от человека к человеку.
Янь Лимэн говорит, что китайское правительство давно знало о новом коронавирусе. Она также обвиняет Всемирную организацию здравоохранения в сотрудничестве с Китаем, чтобы скрыть его. Она говорит, что у нее есть обязанность говорить правду, и она знает, как китайское правительство поступает с осведомителями.
В начале января 2020 года она раскрыла эту информацию американскому блогеру «Ludeshe», который в программе от 19 января 2020 года сообщил, что новый коронавирус может «передаваться от человека к человеку».